# بتسی دواس
بِتْسی دِواس (انگلیسی: Betsy DeVos) ‎/dəˈvɒs/‎ از اهالی کسب‌وکار، سیاستمدار، و نیکوکار اهل آمریکا است که به عنوان وزرات آموزش آمریکا در کابینه رئیس‌جمهور دونالد ترامپ مشغول به کار بود. او در چندین سازمان و کارزار اجتماعی، فرهنگی و سیاسی عضو بوده و فعالیت داشته و چندین سال نیز مسئولیت حزب جمهوری‌خواه در ایالت میشیگان را بر عهده داشته‌است. او همچنین رئیس گروه ویندکوئست، بنیاد خانوادگی دیک و بتسی دواس و فدراسیون کودکان آمریکا بوده‌است.
در ۲۳ نوامبر ۲۰۱۶، اعلام شد که دواس از سوی دونالد ترامپ جهت تصدی وزرات آموزش آمریکا در نظر گرفته شده‌است.
او خواهر اریک پرینس مؤسس شرکت امنیتی بلک واتر است.